# پازرد (حاجی‌آباد)
پازرد (حاجی‌آباد)، روستایی از توابع بخش احمدی شهرستان حاجی‌آباد در استان هرمزگان ایران است.

## جمعیت
این روستا در دهستان احمدی قرار دارد و براساس سرشماری مرکز آمار ایران در سال ۱۳۸۵، جمعیت آن زیر سه خانوار بوده‌است.